# Campionato mondiale femminile under 20 di pallavolo 2017
Il campionato mondiale femminile under 20 di pallavolo 2017 si è svolto dal 14 al 23 luglio 2017 a Boca del Río e Córdoba, in Messico: al torneo hanno partecipato sedici squadre nazionali under 20 e la vittoria finale è andata per la terza volta alla Cina.

## Qualificazioni
Al torneo hanno partecipato: la nazionale del paese organizzatore, una nazionale africana, qualificata tramite il campionato continentale 2017, due nazionali asiatiche e oceaniane, tutte qualificate tramite il campionato continentale 2016, due nazionali europee, tutte qualificate tramite i gironi di qualificazione, due nazionali nordamericane, una qualificata tramite il campionato continentale 2016 e una qualificata tramite la Coppa panamericana 2017, due nazionali sudamericane, una qualificata tramite il campionato continentale 2016 e una qualificata tramite la Coppa panamericana 2017, e sei nazionali qualificate tramite il posizionamento nel ranking mondiale.

## Impianti
|                                                                       |                                                                    |  |
|                                                                       |                                                                    |  |
| Arena Veracruz Città: Boca del Río Capienza: 1 600 Anno d'apertura: - | Arena Córdoba Città: Córdoba Capienza: 1 500 Anno d'apertura: 2014 |  |

## Regolamento

### Formula
Le squadre hanno disputato una prima fase a gironi con formula del girone all'italiana; al termine della prima fase le prime due classificate di ogni girone hanno acceduto ai gironi E e F, mentre le ultime due classificate di ogni girone ha acceduto ai gironi G e H. Le squadre hanno disputato una seconda fase a gironi con formula del girone all'italiana; al termine della seconda fase:
- Le prime due classificate del girone E e F hanno acceduto alla fase finale per il primo posto, strutturata in semifinali, finale per il terzo posto e finale.
- Le ultime due classificate del girone E e F hanno acceduto alla fase finale per il quinto posto, strutturata in semifinali, finale per il settimo posto e finale per il quinto posto.
- Le prime due classificate del girone G e H hanno acceduto alla fase finale per il nono posto, strutturata in semifinali, finale per l'undicesimo posto e finale per il nono posto.
- Le ultime due classificate del girone G e H hanno acceduto alla fase finale per il tredicesimo posto, strutturata in semifinali, finale per il quindicesimo posto e finale per il tredicesimo posto.

### Criteri di classifica
Se il risultato finale è stato di 3-0 o 3-1 sono stati assegnati 3 punti alla squadra vincente e 0 a quella sconfitta, se il risultato finale è stato di 3-2 sono stati assegnati 2 punti alla squadra vincente e 1 a quella sconfitta.
L'ordine del posizionamento in classifica è stato definito in base a:
- Numero di partite vinte;
- Punti;
- Ratio dei set vinti/persi;
- Ratio dei punti realizzati/subiti;
- Risultati degli scontri diretti.

## Squadre partecipanti
| Squadra         | Qualificazione                                      | Ultima partecipazione      |
| --------------- | --------------------------------------------------- | -------------------------- |
| Argentina       | 2ª alla Coppa panamericana under 20 2017            | Repubblica Dominicana 2001 |
| Brasile         | 1ª al campionato sudamericano under 20 2016         | Porto Rico 2015            |
| Bulgaria        | 11ª nel ranking FIVB under 20                       | Porto Rico 2015            |
| Cina            | 1ª al campionato asiatico e oceaniano under 19 2016 | Porto Rico 2015            |
| Cuba            | 11ª nel ranking FIVB under 20                       | Porto Rico 2015            |
| Egitto          | 1ª al campionato africano under 20 2017             | Porto Rico 2015            |
| Giappone        | 2ª al campionato asiatico e oceaniano under 19 2016 | Porto Rico 2015            |
| Italia          | 4ª nel ranking FIVB under 20                        | Porto Rico 2015            |
| Messico         | Paese organizzatore                                 | Porto Rico 2015            |
| Perù            | 6ª nel ranking FIVB under 20                        | Porto Rico 2015            |
| Polonia         | 1ª al torneo di qualificazione europeo (girone E)   | Perù 2011                  |
| Rep. Dominicana | 1ª al campionato nordamericano under 20 2016        | Porto Rico 2015            |
| Russia          | 1ª al torneo di qualificazione europeo (girone F)   | Porto Rico 2015            |
| Serbia          | 5ª nel ranking FIVB under 20                        | Porto Rico 2015            |
| Stati Uniti     | 1ª alla Coppa panamericana under 20 2017            | Repubblica Ceca 2013       |
| Turchia         | 9ª nel ranking FIVB under 20                        | Porto Rico 2015            |

## Torneo

### Prima fase
I gironi sono stati sorteggiati l'8 giugno 2017 a Boca del Río.
| Girone A | Girone B        | Girone C    | Girone D  |
| -------- | --------------- | ----------- | --------- |
| Bulgaria | Cina            | Brasile     | Argentina |
| Egitto   | Perù            | Cuba        | Giappone  |
| Messico  | Polonia         | Serbia      | Italia    |
| Russia   | Rep. Dominicana | Stati Uniti | Turchia   |

#### Girone A

##### Risultati
| 14 luglio 2017 Arena Córdoba, Córdoba Durata: 1h:31 - Spettatori: 1 200 | Russia  | 3 - 1 | Bulgaria | 25-15, 25-13, 24-26, 25-13        |
| 14 luglio 2017 Arena Córdoba, Córdoba Durata: 2h:15 - Spettatori: 1 500 | Messico | 3 - 2 | Egitto   | 16-25, 29-31, 25-20, 25-19, 15-13 |
| 15 luglio 2017 Arena Córdoba, Córdoba Durata: 1h:14 - Spettatori: 1 400 | Egitto  | 0 - 3 | Bulgaria | 17-25, 21-25, 23-25               |
| 15 luglio 2017 Arena Córdoba, Córdoba Durata: 1h:37 - Spettatori: 1 700 | Russia  | 3 - 1 | Messico  | 25-15, 23-25, 25-17, 25-14        |
| 16 luglio 2017 Arena Córdoba, Córdoba Durata: 1h:08 - Spettatori: 1 500 | Russia  | 3 - 0 | Egitto   | 25-18, 25-16, 25-17               |
| 16 luglio 2017 Arena Córdoba, Córdoba Durata: 1h:59 - Spettatori: 1 500 | Messico | 2 - 3 | Bulgaria | 25-27, 26-24, 12-25, 25-19, 9-15  |

##### Classifica
| Pos | Squadra  | Pt | G | V | P | SV | SP | Ratio | PF  | PS  | Ratio |
| --- | -------- | -- | - | - | - | -- | -- | ----- | --- | --- | ----- |
| 1   | Russia   | 9  | 3 | 3 | 0 | 9  | 2  | 4.500 | 272 | 189 | 1.439 |
| 2   | Bulgaria | 5  | 3 | 2 | 1 | 7  | 5  | 1.400 | 252 | 257 | 0.980 |
| 3   | Messico  | 3  | 3 | 1 | 2 | 6  | 8  | 0.750 | 278 | 316 | 0.879 |
| 4   | Egitto   | 1  | 3 | 0 | 3 | 2  | 9  | 0.222 | 220 | 260 | 0.846 |

#### Girone B

##### Risultati
| 14 luglio 2017 Arena Córdoba, Córdoba Durata: 1h:29 - Spettatori: 1 100 | Perù            | 0 - 3 | Cina    | 21-25, 24-26, 19-25               |
| 14 luglio 2017 Arena Córdoba, Córdoba Durata: 2h:04 - Spettatori: 1 200 | Rep. Dominicana | 3 - 2 | Polonia | 20-25, 25-23, 20-25, 25-17, 16-14 |
| 15 luglio 2017 Arena Córdoba, Córdoba Durata: 1h:09 - Spettatori: 1 450 | Rep. Dominicana | 3 - 0 | Perù    | 25-20, 25-8, 25-19                |
| 15 luglio 2017 Arena Córdoba, Córdoba Durata: 1h:53 - Spettatori: 1 550 | Cina            | 2 - 3 | Polonia | 25-16, 24-26, 25-15, 15-25, 12-15 |
| 16 luglio 2017 Arena Córdoba, Córdoba Durata: 1h:41 - Spettatori: 1 400 | Perù            | 1 - 3 | Polonia | 18-25, 22-25, 25-14, 12-25        |
| 16 luglio 2017 Arena Córdoba, Córdoba Durata: 1h:12 - Spettatori: 1 500 | Rep. Dominicana | 0 - 3 | Cina    | 19-25, 20-25, 17-25               |

##### Classifica
| Pos | Squadra         | Pt | G | V | P | SV | SP | Ratio | PF  | PS  | Ratio |
| --- | --------------- | -- | - | - | - | -- | -- | ----- | --- | --- | ----- |
| 1   | Cina            | 7  | 3 | 2 | 1 | 8  | 3  | 2.666 | 252 | 217 | 1.161 |
| 2   | Polonia         | 6  | 3 | 2 | 1 | 8  | 6  | 1.333 | 290 | 284 | 1.021 |
| 3   | Rep. Dominicana | 5  | 3 | 2 | 1 | 6  | 5  | 1.200 | 237 | 226 | 1.048 |
| 4   | Perù            | 0  | 3 | 0 | 3 | 1  | 9  | 0.111 | 188 | 240 | 0.783 |

#### Girone C

##### Risultati
| 14 luglio 2017 Arena Veracruz, Boca del Río Durata: 1h:54 - Spettatori: 650   | Serbia  | 3 - 2 | Cuba        | 25-13, 25-17, 25-27, 17-25, 15-11 |
| 14 luglio 2017 Arena Veracruz, Boca del Río Durata: 1h:44 - Spettatori: 1 050 | Brasile | 3 - 1 | Stati Uniti | 25-10, 25-12, 24-26, 25-22        |
| 15 luglio 2017 Arena Veracruz, Boca del Río Durata: 1h:51 - Spettatori: 1 150 | Brasile | 3 - 1 | Serbia      | 25-13, 25-21, 23-25, 25-22        |
| 15 luglio 2017 Arena Veracruz, Boca del Río Durata: 1h:38 - Spettatori: 1 400 | Cuba    | 0 - 3 | Stati Uniti | 29-31, 19-25, 23-25               |
| 16 luglio 2017 Arena Veracruz, Boca del Río Durata: 2h:10 - Spettatori: 1 250 | Serbia  | 2 - 3 | Stati Uniti | 25-22, 25-10, 24-26, 23-25, 15-17 |
| 16 luglio 2017 Arena Veracruz, Boca del Río Durata: 2h:06 - Spettatori: 1 500 | Brasile | 3 - 2 | Cuba        | 23-25, 22-25, 25-9, 25-20, 15-13  |

##### Classifica
| Pos | Squadra     | Pt | G | V | P | SV | SP | Ratio | PF  | PS  | Ratio |
| --- | ----------- | -- | - | - | - | -- | -- | ----- | --- | --- | ----- |
| 1   | Brasile     | 8  | 3 | 3 | 0 | 9  | 4  | 2.250 | 307 | 243 | 1.263 |
| 2   | Stati Uniti | 5  | 3 | 2 | 1 | 7  | 5  | 1.400 | 251 | 282 | 0.890 |
| 3   | Serbia      | 3  | 3 | 1 | 2 | 6  | 8  | 0.750 | 300 | 291 | 1.030 |
| 4   | Cuba        | 2  | 3 | 0 | 3 | 4  | 9  | 0.444 | 256 | 298 | 0.859 |

#### Girone D

##### Risultati
| 14 luglio 2017 Arena Veracruz, Boca del Río Durata: 1h:10 - Spettatori: 350   | Giappone | 3 - 0 | Argentina | 25-11, 25-13, 25-22               |
| 14 luglio 2017 Arena Veracruz, Boca del Río Durata: 2h:10 - Spettatori: 600   | Italia   | 2 - 3 | Turchia   | 25-20, 21-25, 25-20, 16-25, 12-15 |
| 15 luglio 2017 Arena Veracruz, Boca del Río Durata: 2h:08 - Spettatori: 750   | Turchia  | 3 - 2 | Argentina | 23-25, 28-26, 25-19, 20-25, 15-13 |
| 15 luglio 2017 Arena Veracruz, Boca del Río Durata: 1h:12 - Spettatori: 830   | Giappone | 3 - 0 | Italia    | 25-17, 25-15, 26-24               |
| 16 luglio 2017 Arena Veracruz, Boca del Río Durata: 2h:02 - Spettatori: 1 150 | Giappone | 3 - 2 | Turchia   | 22-25, 20-25, 25-21, 25-23, 15-12 |
| 16 luglio 2017 Arena Veracruz, Boca del Río Durata: 1h:23 - Spettatori: 1 100 | Italia   | 3 - 0 | Argentina | 28-26, 25-21, 25-19               |

##### Classifica
| Pos | Squadra   | Pt | G | V | P | SV | SP | Ratio | PF  | PS  | Ratio |
| --- | --------- | -- | - | - | - | -- | -- | ----- | --- | --- | ----- |
| 1   | Giappone  | 8  | 3 | 3 | 0 | 9  | 2  | 4.500 | 258 | 208 | 1.240 |
| 2   | Turchia   | 5  | 3 | 2 | 1 | 8  | 7  | 1.142 | 322 | 314 | 1.025 |
| 3   | Italia    | 4  | 3 | 1 | 2 | 5  | 6  | 0.833 | 233 | 247 | 0.943 |
| 4   | Argentina | 1  | 3 | 0 | 3 | 2  | 9  | 0.222 | 220 | 264 | 0.833 |

### Seconda fase
| Girone E | Girone F    | Girone G  | Girone H        |
| -------- | ----------- | --------- | --------------- |
| Brasile  | Bulgaria    | Argentina | Cuba            |
| Polonia  | Cina        | Messico   | Egitto          |
| Russia   | Giappone    | Perù      | Italia          |
| Turchia  | Stati Uniti | Serbia    | Rep. Dominicana |

#### Girone E

##### Risultati
| 18 luglio 2017 Arena Córdoba, Córdoba Durata: 1h:45 - Spettatori: 1 450 | Russia  | 3 - 1 | Turchia | 25-21, 25-22, 13-25, 25-20 |
| 18 luglio 2017 Arena Córdoba, Córdoba Durata: 1h:22 - Spettatori: 1 400 | Polonia | 3 - 0 | Brasile | 25-14, 25-18, 25-23        |
| 19 luglio 2017 Arena Córdoba, Córdoba Durata: 1h:13 - Spettatori: 1 450 | Russia  | 3 - 0 | Polonia | 25-20, 25-15, 25-14        |
| 19 luglio 2017 Arena Córdoba, Córdoba Durata: 1h:44 - Spettatori: 1 500 | Brasile | 1 - 3 | Turchia | 19-25, 25-23, 19-25, 18-25 |
| 20 luglio 2017 Arena Córdoba, Córdoba Durata: 1h:44 - Spettatori: 1 550 | Polonia | 1 - 3 | Turchia | 25-13, 20-25, 24-26, 18-25 |
| 20 luglio 2017 Arena Córdoba, Córdoba Durata: 1h:08 - Spettatori: 1 500 | Russia  | 3 - 0 | Brasile | 25-19, 25-18, 25-11        |

##### Classifica
| Pos | Squadra | Pt | G | V | P | SV | SP | Ratio | PF  | PS  | Ratio |
| --- | ------- | -- | - | - | - | -- | -- | ----- | --- | --- | ----- |
| 1   | Russia  | 9  | 3 | 3 | 0 | 9  | 1  | 9.000 | 238 | 185 | 1.286 |
| 2   | Turchia | 6  | 3 | 2 | 1 | 7  | 5  | 1.400 | 275 | 256 | 1.074 |
| 3   | Polonia | 3  | 3 | 1 | 2 | 4  | 6  | 0.666 | 211 | 219 | 0.963 |
| 4   | Brasile | 0  | 3 | 0 | 3 | 1  | 9  | 0.111 | 184 | 248 | 0.741 |

#### Girone F

##### Risultati
| 18 luglio 2017 Arena Córdoba, Córdoba Durata: 2h:00 - Spettatori: 1 400 | Cina     | 3 - 2 | Stati Uniti | 23-25, 30-28, 25-16, 10-25, 15-13 |
| 18 luglio 2017 Arena Córdoba, Córdoba Durata: 1h:00 - Spettatori: 1 300 | Bulgaria | 0 - 3 | Giappone    | 16-25, 12-25, 18-25               |
| 19 luglio 2017 Arena Córdoba, Córdoba Durata: 1h:12 - Spettatori: 1 450 | Giappone | 3 - 0 | Stati Uniti | 25-18, 25-22, 25-17               |
| 19 luglio 2017 Arena Córdoba, Córdoba Durata: 1h:10 - Spettatori: 1 300 | Cina     | 3 - 0 | Bulgaria    | 25-18, 25-17, 25-21               |
| 20 luglio 2017 Arena Córdoba, Córdoba Durata: 1h:59 - Spettatori: 1 450 | Bulgaria | 3 - 2 | Stati Uniti | 16-25, 26-24, 19-25, 25-23, 15-12 |
| 20 luglio 2017 Arena Córdoba, Córdoba Durata: 1h:49 - Spettatori: 1 450 | Cina     | 3 - 1 | Giappone    | 25-19, 30-28, 23-25, 25-23        |

##### Classifica
| Pos | Squadra     | Pt | G | V | P | SV | SP | Ratio | PF  | PS  | Ratio |
| --- | ----------- | -- | - | - | - | -- | -- | ----- | --- | --- | ----- |
| 1   | Cina        | 8  | 3 | 3 | 0 | 9  | 3  | 3.000 | 281 | 258 | 1.089 |
| 2   | Giappone    | 6  | 3 | 2 | 1 | 7  | 3  | 2.333 | 245 | 206 | 1.189 |
| 3   | Bulgaria    | 2  | 3 | 1 | 2 | 3  | 8  | 0.375 | 203 | 259 | 0.783 |
| 4   | Stati Uniti | 2  | 3 | 0 | 3 | 4  | 9  | 0.444 | 273 | 279 | 0.978 |

#### Girone G

##### Risultati
| 18 luglio 2017 Arena Veracruz, Boca del Río Durata: 1h:09 - Spettatori: 1 000 | Perù    | 0 - 3 | Serbia    | 13-25, 15-25, 19-25               |
| 18 luglio 2017 Arena Veracruz, Boca del Río Durata: 1h:06 - Spettatori: 1 500 | Messico | 0 - 3 | Argentina | 19-25, 18-25, 15-25               |
| 19 luglio 2017 Arena Veracruz, Boca del Río Durata: 1h:54 - Spettatori: 650   | Serbia  | 3 - 2 | Argentina | 20-25, 16-25, 25-20, 26-24, 17-15 |
| 19 luglio 2017 Arena Veracruz, Boca del Río Durata: 1h:42 - Spettatori: 1 000 | Messico | 1 - 3 | Perù      | 21-25, 25-22, 17-25, 14-25        |
| 20 luglio 2017 Arena Veracruz, Boca del Río Durata: 1h:58 - Spettatori: 1 150 | Perù    | 1 - 3 | Argentina | 25-19, 22-25, 15-25, 23-25        |
| 20 luglio 2017 Arena Veracruz, Boca del Río Durata: 1h:17 - Spettatori: 1 350 | Messico | 0 - 3 | Serbia    | 21-25, 20-25, 17-25               |

##### Classifica
| Pos | Squadra   | Pt | G | V | P | SV | SP | Ratio | PF  | PS  | Ratio |
| --- | --------- | -- | - | - | - | -- | -- | ----- | --- | --- | ----- |
| 1   | Serbia    | 8  | 3 | 3 | 0 | 9  | 2  | 4.500 | 254 | 214 | 1.186 |
| 2   | Argentina | 7  | 3 | 2 | 1 | 8  | 4  | 2.000 | 278 | 241 | 1.153 |
| 3   | Perù      | 3  | 3 | 1 | 2 | 4  | 7  | 0.571 | 229 | 246 | 0.930 |
| 4   | Messico   | 0  | 3 | 0 | 3 | 1  | 9  | 0.111 | 187 | 247 | 0.757 |

#### Girone H

##### Risultati
| 18 luglio 2017 Arena Veracruz, Boca del Río Durata: 1h:10 - Spettatori: 275 | Rep. Dominicana | 3 - 0 | Cuba   | 25-18, 25-17, 25-16 |
| 18 luglio 2017 Arena Veracruz, Boca del Río Durata: 1h:02 - Spettatori: 250 | Egitto          | 0 - 3 | Italia | 17-25, 17-25, 6-25  |
| 19 luglio 2017 Arena Veracruz, Boca del Río Durata: 1h:02 - Spettatori: 400 | Italia          | 3 - 0 | Cuba   | 25-15, 25-11, 25-15 |
| 19 luglio 2017 Arena Veracruz, Boca del Río Durata: 1h:03 - Spettatori: 200 | Rep. Dominicana | 3 - 0 | Egitto | 25-13, 25-14, 25-19 |
| 20 luglio 2017 Arena Veracruz, Boca del Río Durata: 1h:09 - Spettatori: 200 | Egitto          | 0 - 3 | Cuba   | 19-25, 22-25, 15-25 |
| 20 luglio 2017 Arena Veracruz, Boca del Río Durata: 1h:14 - Spettatori: 450 | Rep. Dominicana | 0 - 3 | Italia | 23-25, 23-25, 22-25 |

##### Classifica
| Pos | Squadra         | Pt | G | V | P | SV | SP | Ratio | PF  | PS  | Ratio |
| --- | --------------- | -- | - | - | - | -- | -- | ----- | --- | --- | ----- |
| 1   | Italia          | 9  | 3 | 3 | 0 | 9  | 0  | MAX   | 225 | 149 | 1.510 |
| 2   | Rep. Dominicana | 6  | 3 | 2 | 3 | 6  | 3  | 2.000 | 218 | 172 | 1.267 |
| 3   | Cuba            | 3  | 3 | 1 | 2 | 3  | 6  | 0.500 | 167 | 206 | 0.810 |
| 4   | Egitto          | 0  | 3 | 0 | 1 | 0  | 9  | 0.000 | 142 | 225 | 0.631 |

### Fase finale

#### Finali 1º e 3º posto
|  | Semifinali | Semifinali | Semifinali |        |      | Finale 1º/2º posto | Finale 1º/2º posto | Finale 1º/2º posto |  |
|  |            |            |            |        |      |                    |                    |                    |  |
|  | Cina       | Cina       | 3          |        |      |                    |                    |                    |  |
|  | Cina       | Cina       | 3          |        |      |                    |                    |                    |  |
|  | Turchia    | Turchia    | 0          |        |      |                    |                    |                    |  |
|  | Turchia    | Turchia    | 0          |        | Cina | Cina               | 3                  |                    |  |
|  |            |            |            |        | Cina | Cina               | 3                  |                    |  |
|  |            |            | Russia     | Russia | 0    |                    |                    |                    |  |
|  | Russia     | Russia     | Russia     | Russia | 0    | 3                  |                    |                    |  |
|  | Russia     | Russia     |            |        |      | 3                  |                    |                    |  |
|  | Giappone   | Giappone   | 2          |        |      | Finale 3º/4º posto | Finale 3º/4º posto | Finale 3º/4º posto |  |
|  | Giappone   | Giappone   | 2          |        |      |                    |                    |                    |  |
|  |            |            |            |        |      |                    |                    |                    |  |
|  |            |            |            |        |      | Turchia            | Turchia            | 2                  |  |
|  |            |            |            |        |      | Turchia            | Turchia            | 2                  |  |
|  |            |            |            |        |      | Giappone           | Giappone           | 3                  |  |

##### Semifinali
| 22 luglio 2017 Arena Córdoba, Córdoba Durata: 1h:18 - Spettatori: 1 500 | Cina   | 3 - 0 | Turchia  | 25-20, 25-21, 25-17               |
| 22 luglio 2017 Arena Córdoba, Córdoba Durata: 2h:20 - Spettatori: 1 700 | Russia | 3 - 2 | Giappone | 32-30, 25-19, 23-25, 23-25, 15-12 |

##### Finale 3º posto
| 23 luglio 2017 Arena Córdoba, Córdoba Durata: 1h:52 - Spettatori: 1 900 | Turchia | 2 - 3 | Giappone | 25-19, 20-25, 25-18, 20-25, 12-15 |

##### Finale 1º posto
| 23 luglio 2017 Arena Córdoba, Córdoba Durata: 1h:18 - Spettatori: 2 100 | Cina | 3 - 0 | Russia | 25-22, 25-22, 25-16 |

#### Finali 5º e 7º posto
|  | Semifinali  | Semifinali  | Semifinali |         |         | Finale 5º/6º posto | Finale 5º/6º posto | Finale 5º/6º posto |  |
|  |             |             |            |         |         |                    |                    |                    |  |
|  | Polonia     | Polonia     | 3          |         |         |                    |                    |                    |  |
|  | Polonia     | Polonia     | 3          |         |         |                    |                    |                    |  |
|  | Stati Uniti | Stati Uniti | 1          |         |         |                    |                    |                    |  |
|  | Stati Uniti | Stati Uniti | 1          |         | Polonia | Polonia            | 1                  |                    |  |
|  |             |             |            |         | Polonia | Polonia            | 1                  |                    |  |
|  |             |             | Brasile    | Brasile | 3       |                    |                    |                    |  |
|  | Bulgaria    | Bulgaria    | Brasile    | Brasile | 3       | 1                  |                    |                    |  |
|  | Bulgaria    | Bulgaria    |            |         |         | 1                  |                    |                    |  |
|  | Brasile     | Brasile     | 3          |         |         | Finale 7º/8º posto | Finale 7º/8º posto | Finale 7º/8º posto |  |
|  | Brasile     | Brasile     | 3          |         |         |                    |                    |                    |  |
|  |             |             |            |         |         |                    |                    |                    |  |
|  |             |             |            |         |         | Stati Uniti        | Stati Uniti        | 3                  |  |
|  |             |             |            |         |         | Stati Uniti        | Stati Uniti        | 3                  |  |
|  |             |             |            |         |         | Bulgaria           | Bulgaria           | 2                  |  |

##### Semifinali
| 22 luglio 2017 Arena Córdoba, Córdoba Durata: 1h:36 - Spettatori: 1 400 | Polonia  | 3 - 1 | Stati Uniti | 25-14, 25-16, 20-25, 25-20 |
| 22 luglio 2017 Arena Córdoba, Córdoba Durata: 1h:31 - Spettatori: 1 400 | Bulgaria | 1 - 3 | Brasile     | 25-22, 10-25, 17-25, 14-25 |

##### Finale 7º posto
| 23 luglio 2017 Arena Córdoba, Córdoba Durata: 1h:42 - Spettatori: 1 350 | Stati Uniti | 3 - 2 | Bulgaria | 25-16, 19-25, 19-25, 25-16, 15-9 |

##### Finale 5º posto
| 23 luglio 2017 Arena Córdoba, Córdoba Durata: 2h:01 - Spettatori: 1 400 | Polonia | 1 - 3 | Brasile | 17-25, 21-25, 29-27, 21-25 |

#### Finali 9º e 11º posto
|  | Semifinali      | Semifinali      | Semifinali |        |        | Finale 9º/10º posto  | Finale 9º/10º posto  | Finale 9º/10º posto  |  |
|  |                 |                 |            |        |        |                      |                      |                      |  |
|  | Italia          | Italia          | 3          |        |        |                      |                      |                      |  |
|  | Italia          | Italia          | 3          |        |        |                      |                      |                      |  |
|  | Argentina       | Argentina       | 0          |        |        |                      |                      |                      |  |
|  | Argentina       | Argentina       | 0          |        | Italia | Italia               | 3                    |                      |  |
|  |                 |                 |            |        | Italia | Italia               | 3                    |                      |  |
|  |                 |                 | Serbia     | Serbia | 0      |                      |                      |                      |  |
|  | Serbia          | Serbia          | Serbia     | Serbia | 0      | 3                    |                      |                      |  |
|  | Serbia          | Serbia          |            |        |        | 3                    |                      |                      |  |
|  | Rep. Dominicana | Rep. Dominicana | 0          |        |        | Finale 11º/12º posto | Finale 11º/12º posto | Finale 11º/12º posto |  |
|  | Rep. Dominicana | Rep. Dominicana | 0          |        |        |                      |                      |                      |  |
|  |                 |                 |            |        |        |                      |                      |                      |  |
|  |                 |                 |            |        |        | Argentina            | Argentina            | 0                    |  |
|  |                 |                 |            |        |        | Argentina            | Argentina            | 0                    |  |
|  |                 |                 |            |        |        | Rep. Dominicana      | Rep. Dominicana      | 3                    |  |

##### Semifinali
| 22 luglio 2017 Arena Veracruz, Boca del Río Durata: 1h:17 - Spettatori: 1 000 | Italia | 3 - 0 | Argentina       | 25-21, 25-17, 25-20 |
| 22 luglio 2017 Arena Veracruz, Boca del Río Durata: 1h:12 - Spettatori: 800   | Serbia | 3 - 0 | Rep. Dominicana | 25-18, 25-20, 25-23 |

##### Finale 9º posto
| 23 luglio 2017 Arena Veracruz, Boca del Río Durata: 1h:11 - Spettatori: 450 | Argentina | 0 - 3 | Rep. Dominicana | 20-25, 17-25, 19-25 |

##### Finale 11º posto
| 23 luglio 2017 Arena Veracruz, Boca del Río Durata: 1h:07 - Spettatori: 500 | Italia | 3 - 0 | Serbia | 25-20, 25-19, 25-15 |

#### Finali 13º e 15º posto
|  | Semifinali | Semifinali | Semifinali |         |      | Finale 13º/14º posto | Finale 13º/14º posto | Finale 13º/14º posto |  |
|  |            |            |            |         |      |                      |                      |                      |  |
|  | Perù       | Perù       | 3          |         |      |                      |                      |                      |  |
|  | Perù       | Perù       | 3          |         |      |                      |                      |                      |  |
|  | Egitto     | Egitto     | 0          |         |      |                      |                      |                      |  |
|  | Egitto     | Egitto     | 0          |         | Perù | Perù                 | 2                    |                      |  |
|  |            |            |            |         | Perù | Perù                 | 2                    |                      |  |
|  |            |            | Messico    | Messico | 3    |                      |                      |                      |  |
|  | Cuba       | Cuba       | Messico    | Messico | 3    | 1                    |                      |                      |  |
|  | Cuba       | Cuba       |            |         |      | 1                    |                      |                      |  |
|  | Messico    | Messico    | 3          |         |      | Finale 15º/16º posto | Finale 15º/16º posto | Finale 15º/16º posto |  |
|  | Messico    | Messico    | 3          |         |      |                      |                      |                      |  |
|  |            |            |            |         |      |                      |                      |                      |  |
|  |            |            |            |         |      | Egitto               | Egitto               | 0                    |  |
|  |            |            |            |         |      | Egitto               | Egitto               | 0                    |  |
|  |            |            |            |         |      | Cuba                 | Cuba                 | 3                    |  |

##### Semifinali
| 22 luglio 2017 Arena Veracruz, Boca del Río Durata: 1h:04 - Spettatori: 150 | Perù | 3 - 0 | Egitto  | 25-19, 25-13, 25-14        |
| 22 luglio 2017 Arena Veracruz, Boca del Río Durata: 1h:37 - Spettatori: 350 | Cuba | 1 - 3 | Messico | 21-25, 19-25, 25-21, 16-25 |

##### Finale 13º posto
| 23 luglio 2017 Arena Veracruz, Boca del Río Durata: 1h:17 - Spettatori: 200 | Egitto | 0 - 3 | Cuba | 23-25, 22-25, 21-25 |

##### Finale 15º posto
| 23 luglio 2017 Arena Veracruz, Boca del Río Durata: 2h:07 - Spettatori: 300 | Perù | 2 - 3 | Messico | 17-25, 25-22, 25-17, 23-25, 10-15 |

## Podio

### Campione
Formazione: 2 Yang Hanyu, 3 Chen Peiyan, 5 Cai Yaqian, 6 Zhang Yuqian, 7 Xie Xing, 9 Guan Ruige, 10 Zang Qianqian, 11 Cai Xiaoqing, 12 Wu Han, 14 Fang Jing, 16 Xu Xiaoting, 17 Liu Jiayuan, CT: Mang Shen

### Secondo posto
Formazione: 1 Angelina Lazarenko, 2 Ksenija Smirnova, 4 Anna Kotikova, 5 Anastasija Stal'naja, 6 Ol'ga Zubareva, 7 Alina Podskal'naja, 8 Aleksandra Oganezova, 10 Anastasija Stankevičute, 11 Viktorija Russu, 12 Dar'ja Ryseva, 13 Elizaveta Kotova, 16 Marija Vorob'ёva, CT: Vadim Pankov

### Terzo posto
Formazione: 1 Ai Kurogo, 2 Shiori Aratani, 3 Tamaki Matsui, 4 Erina Ogawa, 5 Yuki Hyodo, 6 Shuri Yamaguchi, 7 Miku Shimada, 8 Miyuki Horie, 9 Saki Kamata, 11 Reina Tokoku, 12 Miiku Iwasawa, 16 Miyu Nakagawa, CT: Kiyoshi Abo

## Classifica finale
| Pos | Squadra         |
| --- | --------------- |
|     | Cina            |
|     | Russia          |
|     | Giappone        |
| 4   | Turchia         |
| 5   | Brasile         |
| 6   | Polonia         |
| 7   | Stati Uniti     |
| 8   | Bulgaria        |
| 9   | Italia          |
| 10  | Serbia          |
| 11  | Rep. Dominicana |
| 12  | Argentina       |
| 13  | Messico         |
| 14  | Perù            |
| 15  | Cuba            |
| 16  | Egitto          |

## Premi individuali
| Premio                 | Nome          | Squadra  |
| ---------------------- | ------------- | -------- |
| MVP                    | Yang Hanyu    | Cina     |
| Miglior palleggiatrice | Tamaki Matsui | Giappone |
| Miglior opposto        | Anna Kotikova | Russia   |
| Miglior schiacciatrice | Wu Han        | Cina     |
| Miglior schiacciatrice | Tuğba Şenoğlu | Turchia  |
| Miglior centrale       | Zehra Güneş   | Turchia  |
| Miglior centrale       | Yang Hanyu    | Cina     |
| Miglior libero         | Nyeme Costa   | Brasile  |